# Tadeusz Poklewski-Koziełł
Tadeusz Szczepan Poklewski-Koziełł (ur. 16 stycznia 1932 w Kostykach, zm. 26 września 2015 w Łodzi) – polski archeolog,  profesor Instytutu Archeologii i Etnologii PAN.

## Życiorys
Urodził się w majątku Kostyki w powiecie wilejskim. Był synem Tadeusza ziemianina, prawnika, weterana wojny 1920 odznaczonego Krzyżem Walecznych, oboźnego Obozu Wielkiej Polski na powiat wilejski, w czasie II wojny światowej oficera AK rozstrzelanego 10 lipca 1942 w Wilejce oraz z Magdaleny z Niezabytowskich. W 1945 znalazł się w Łodzi gdzie w 1949 podjął studia z zakresu historii sztuki na Uniwersytecie Łódzkim u profesora Rajmunda Gostowskiego kierunek ten został jednak zlikwidowany i Tadeusz Poklewski przeniósł się na archeologię do profesora Konrada Jażdżewskiego, którego od roku 1950, został współpracownikiem w ramach Kierownictwa Badań nad Początkami Państwa Polskiego.  
Od 1952 zajął się gromadzeniem źródeł do zagadnienia wczesnośredniowiecznych mis brązowych z terenu Europy Temat ten stał się podstawą Jego tezy doktorskiej obronionej w 1961, zakończonej publikacją. Kolejną był artykuł zawierający społeczną analizę pochówków z wczesnośredniowiecznego cmentarzyska w Lutomiersku k. Łodzi (1959 r.) oraz opracowania wyników badań Kolegiaty Tumskiej (1960). Dorobek ten owocował udziałem Tadeusza Poklewskiego w studiach na Uniwersytecie Poitiers w 1961.  
W latach 1969–1972 prowadził badania i wykopaliska w Spicymierzu, które były podstawą jego pracy habilitacyjnej obronionej w 1975 w Instytucie Historii Materialnej PAN w Warszawie. Głównym przedmiotem zainteresowań i kolejnych badań były założenia obronne, zamki w Besiekierach (1971), Łęczycy (1973–1974), Lutomiersku (1976) i Zamek Królewski w Kaliszu (1980–1987). Wreszcie wieloletnie (1972–1980) badania zamku w Bolesławcu nad Prosną, zakończone stworzeniem rezerwatu archeologiczno-architektonicznego. W latach 1980 oraz 1988–1995 kierował badaniami miasta Dąbrówna, zniszczonego przez pożar przed bitwą grunwaldzką. W 1991 zaproszony został, jako jedyny polski uczony, do podjęcia trzyletnich badań zamku Koenigsbourg w Alzacji. 
Tadeusz Poklewski był członkiem Łódzkiego Towarzystwa Naukowego i Kaliskiego Towarzystwa Przyjaciół Nauk. 
Został pochowany na cmentarzu komunalnym Doły w Łodzi. Żoną profesora była Krystyna Poklewska, historyk literatury. 

## Odznaczenia i wyróżnienia
Za swoją prace odznaczony został Krzyżami Oficerskim i Kawalerskim Orderu Odrodzenia Polski, Złotym Krzyżem Zasługi, złotą odznaką „Zasłużony Kulturze – Gloria Artis”.

## Wybrane publikacje
- Średniowieczne zamki między Prosną i Pilicą. Łódź 1992.
- Rubież Prosny i Baryczy 1333–1401. Fortyfikacje stałe. Łódź 1994.
- Studia o zamkach średniowiecznych
- Łęczyca: Historia i współczesność
- Zamek w Łęczycy
- Kolegiata w Tumie k. Łęczycy
- Zamek w Koźminie. Cz. 1: Dzieje budowlane
- Dzieje Bolesławca nad Prosną
- Misy brązowe z XI, XII i XIII wieku